# Pristomyrmex pungens
Pristomyrmex pungens är en myrart som beskrevs av Mayr 1866. Pristomyrmex pungens ingår i släktet Pristomyrmex och familjen myror. Inga underarter finns listade i Catalogue of Life.

## Bildgalleri

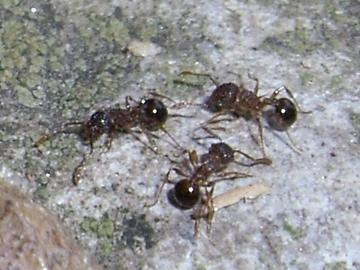
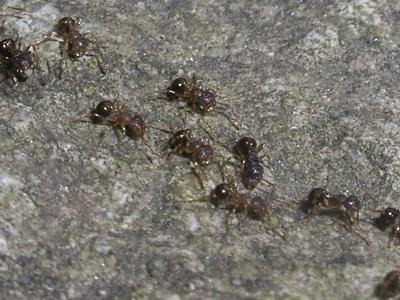
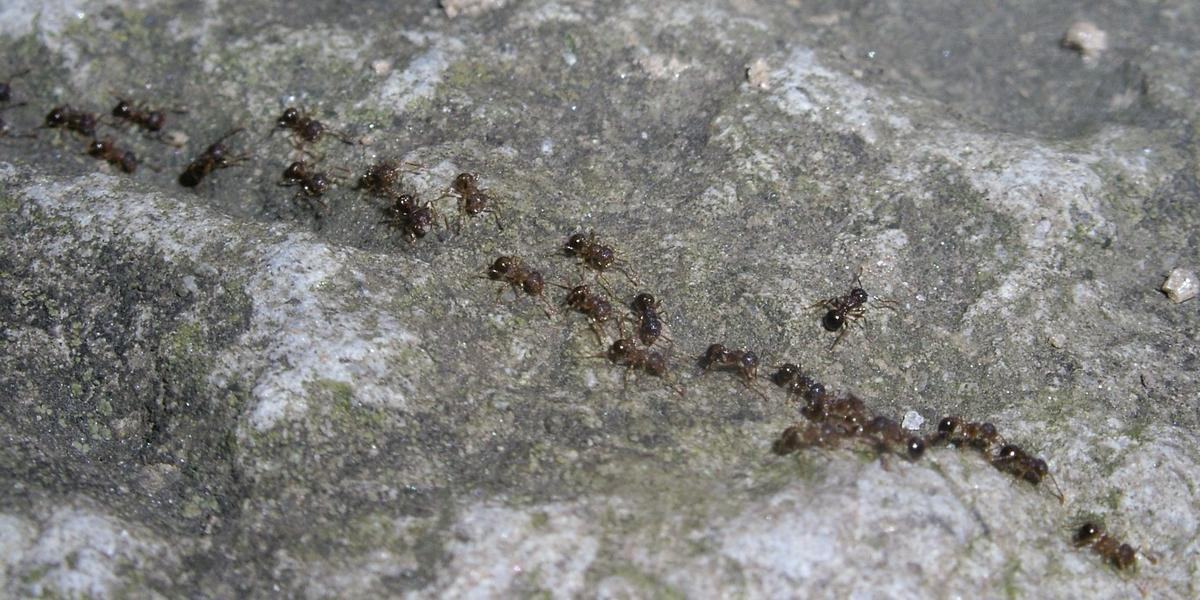